# 소목 정석
소목 정석은 소목에서 시작하는 정석이다. 한칸 걸침, 날일자 걸침, 두칸 걸침, 눈목자 걸침이 있다.